# Dänische Badmintonmeisterschaft 2018
Die Dänische Badmintonmeisterschaft 2018 fand vom 7. bis zum 10. Februar in Aarhus statt. Es war die 88. Austragung der nationalen Titelkämpfe im Badminton in Dänemark.

## Titelträger
| Disziplin    | Gold                                | Silber                            | Bronze                                   |
| ------------ | ----------------------------------- | --------------------------------- | ---------------------------------------- |
| Herreneinzel | Anders Antonsen                     | Hans-Kristian Vittinghus          | Søren Toft Hansen                        |
| Herreneinzel | Anders Antonsen                     | Hans-Kristian Vittinghus          | Emil Holst                               |
| Dameneinzel  | Mette Poulsen                       | Mia Blichfeldt                    | Line Christophersen                      |
| Dameneinzel  | Mette Poulsen                       | Mia Blichfeldt                    | Natalia Koch Rohde                       |
| Herrendoppel | Anders Skaarup Rasmussen Kim Astrup | Carsten Mogensen Mathias Boe      | Frederik Colberg Joachim Fischer Nielsen |
| Herrendoppel | Anders Skaarup Rasmussen Kim Astrup | Carsten Mogensen Mathias Boe      | Kasper Antonsen Niclas Nøhr              |
| Damendoppel  | Maiken Fruergaard Sara Thygesen     | Julie Finne-Ipsen Rikke S. Hansen | Claudia Paredes Isabella Nielsen         |
| Damendoppel  | Maiken Fruergaard Sara Thygesen     | Julie Finne-Ipsen Rikke S. Hansen | Amalie Magelund Freja Ravn Nielsen       |
| Mixed        | Niclas Nøhr Sara Thygesen           | Mathias Bay-Smidt Alexandra Bøje  | Mikkel Mikkelsen Mai Surrow              |
| Mixed        | Niclas Nøhr Sara Thygesen           | Mathias Bay-Smidt Alexandra Bøje  | Lasse Mølhede Sara Lundgaard             |